# Red (Plattform)
Red oder Red Media war eine von Anfang 2023 bis Mai 2025 von Berlin aus operierende, englischsprachige Website, die vor allem zum Nahostkonflikt und zum  Krieg in Israel und Gaza publizierte und dabei propalästinensiche Positionen vertrat. Sie hatte enge Verbindungen zum russischen Propagandasender RT und galt als Nachfolger des vor März 2023 eingestellten Portals Redfish. Im Juli 2025 wurde sie von der Bundesregierung als Medium der russischen Propaganda sanktioniert.

## Betreiber
Im Impressum steht AFA Medya, ein Medienunternehmen in der Türkei. Laut dem türkischen Handelsregister wurde es am 22. November 2022 in Istanbul gegründet, Geschäftsführer soll Hüseyin Doğru sein. Laut der taz wurde damit eine Briefkastenfirma genutzt, um europäische Sanktionen zu umgehen. Die Plattform wird als Instrument hybrider Kriegsführung nach dem russischen Überfall auf die Ukraine gesehen.
Im Mai 2025 gab die Plattform ihre Auflösung bekannt. Bekannt wurde auch, dass Berliner Staatsanwaltschaft Anklage gegen Chefredakteur Doğru wegen Verleumdung eines taz-Journalisten erhoben hatte. Im Juli veröffentlichte das Auswärtige Amt eine Mitteilung, der zufolge die Hintermänner der Plattform mit Sanktionen belegt worden seien, darunter auch Doğru. Die Bundesregierung wandte dabei das Verfahren der sogenannten Attribuierung, bei der auf Grundlage von nachrichtendienstlichen Erkenntnissen die Verantwortung eines Angriffes einem staatlichen oder nicht staatlichen Akteur zugeordnet wird, zum ersten Mal im Fall von „ausländischer Informationsmanipulation“ an.

## Kampagnen und Rezeption
Seit dem Terrorangriff der Hamas auf Israel am 7. Oktober 2023 wurde der Plattform Red vorgeworfen, antiisraelische Propaganda zum Krieg in Israel und Gaza zu betreiben. Von Berlin aus veröffentlicht Red gemeinsame Beiträge mit der Zeitung Junge Welt, dem Linken-Politiker Ferat Koçak oder Aktivistengruppen wie Palästina Spricht oder Jüdische Stimme. Im Oktober 2023 interviewte das Portal einen Abgeordneten der Terrororganisation Hisbollah und einen Sprecher von Islamischer Dschihad in Palästina. Für das Portal schrieb Lizzie Phelan, ein Pseudonym der früheren Ruptly-Nachrichtenchefin und RT-Reporterin Elizabeth Cocker. Anlässlich einer Berliner Demonstration am 7. Oktober 2024 unter dem Motto „Glory to the resistance“ filmte Red ein Interview mit Greta Thunberg, das auf X in kurzer Zeit mehr als 360.000 Mal angeschaut wurde, worauf Thunberg Antisemitismus vorgeworfen wurde.
Nachdem der Journalist Nicholas Potter in der taz kritisch über Red berichtet hatte, startete das Portal Ende 2024 eine Verleumdungskampagne mit Falschinformationen gegen ihn, die zu Drohungen führte. Red hatte im Dezember 2024 auf X behauptet, Potter sei Teil von „Deutschlands pro-israelischem Propaganda-Komplex“. Er werbe für „Israels Genozid“ und habe deshalb einen Job bei der israelischen Jerusalem Post bekommen. Der Zentralrat der Juden verurteilte die Hetzkampagne.
Nachdem der Berliner Lehramtsstudent Lahav Shapira im Februar 2024 aus antisemitischen Motiven angegriffen worden war, verbreitete das Portal gegen ihn gerichtete Videoclips, die sein Gesicht zeigten.
Nach der Sanktionierung veranstaltete die Junge Welt im Juli 2025 eine Podiumsdiskussion zur Frage, was man tun könne, nachdem deutsche Journalisten auf der Russland-Sanktionsliste gelandet waren. Es nahmen Journalisten von der Jungen Welt, von den Nachdenkseiten, von den Magazinen Overton und Hintergrund teil. Doğru sagte seine Teilnahme ab, nachdem ihm seine Anwälte davon abgeraten hatten.